# 산쿄 세이코

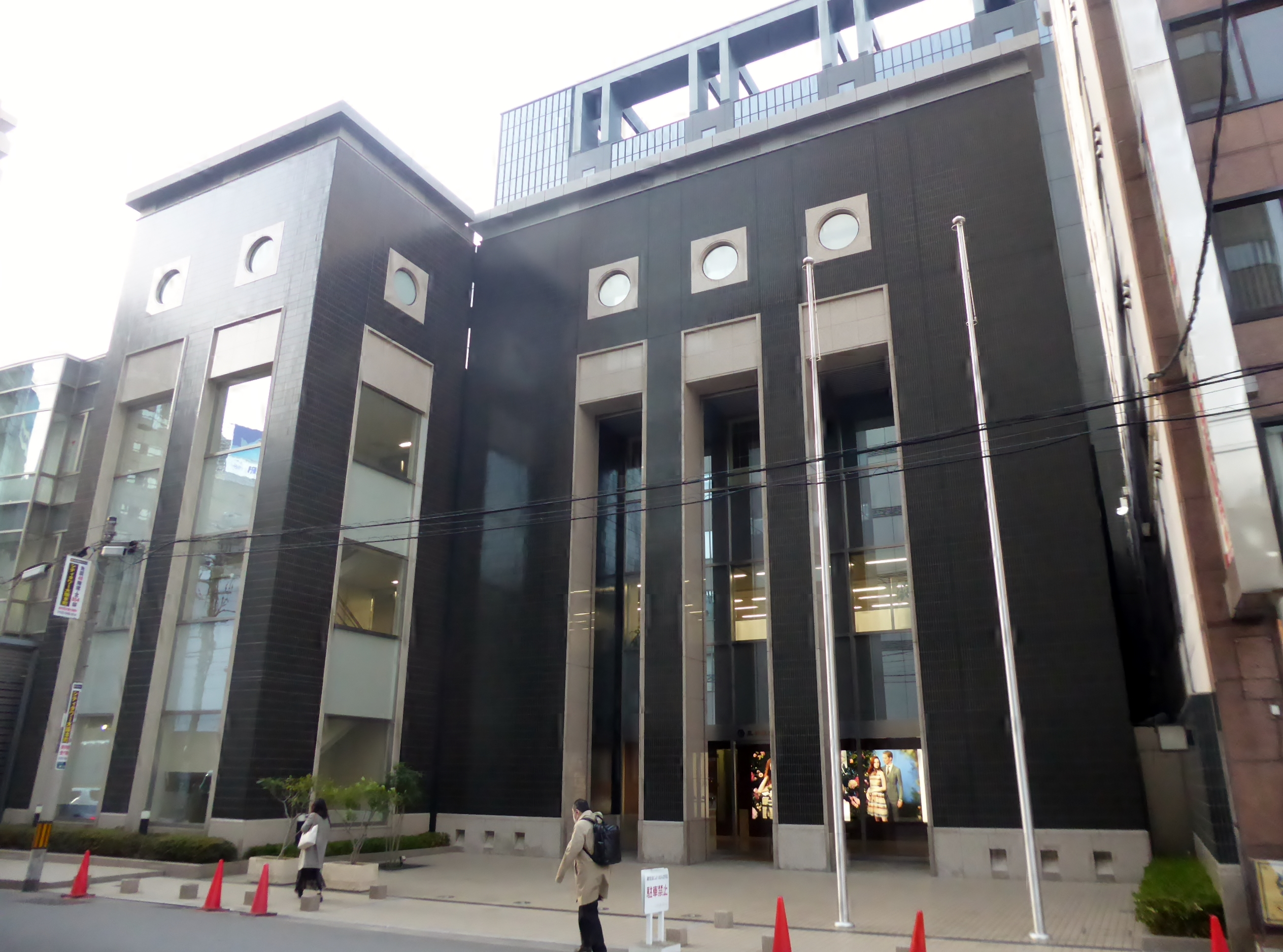
산쿄 세이코 오사카 본사 전경

산쿄 세이코(일본어: 三共生興, Sankyo Seiko Co. ltd.)는 일본의 섬유 계열의 총판 종합상사 전문 기업이다. 본점과 본사 모두 오사카시 주오구에 위치하고 있다. 그러나 도쿄도 주오구에도 산쿄 세이코 본사가 따로 존재한 상태이기도 하다. 또한 이 업체는 DAKS을 인수하여 브랜드의 소유권을 보유하고있다. 그 외에도 과거에는 행텐도 산쿄 세이코가 직접적으로 관리하였지만 행텐은 2006년 이후에는 이토추 상사로 총판권이 이미 이양된 바 있다. 아울러 해당 업체의 회장은 가와사키 겐조이다.

## 같이 보기
- 닥스(DAKS)